# Премия имени Л. А. Спендиарова
Премия Спендиарова (фр. Prix de Léonide Spendiarow — Премия имени Л. А. Спендиарова, вручается с 1900 года) — международная геологическая премия молодым учёным. Учреждена в 1897 году на 7 сессии Международного геологического конгресса в Санкт-Петербурге, «за лучшее сочинение в области геологии по вопросам, предложенным Конгрессом на предшествующей сессии».
Премия названа в честь молодого русского геолога Леонида Афанасьевича Спендиарова. Выдавалась в 1900—1913 годах и с 1929 года.
В настоящее время Международный союз геологических наук не включает эту премию в список своих премий (IUGS Awards)

## История
17 (29) августа 1897 года сразу после открытия 7-й сессии Международного геологического конгресса (МГК), проходившего в Санкт-Петербурге, скоропостижно скончался молодой многообещающий русский геолог — Леонид Афанасьевич Спендиаров (1869—1897).
Для увековечения его памяти было принято решение учредить премию его имени. Родственники Л. А. Спендиарова внесли в банк Санкт-Петербурга необходимые средства для этой цели, премия первоначально составила 500 рублей.
Международный геологический конгресс разработал положение о премии:

Капитал в сумме 4000 рублей, внесённый родными учёного на вечный вклад за № 33318 считается неприкосновенным. Премия выдаётся из процентов этого капитала за три года и присуждается Международным геологическим конгрессом на очередной сессии учёным без различия национальностей, за лучшее сочинение в области геологии по вопросам, предложенным Конгрессом на предшествующей сессии. В случае если премия не будет выдана, она остаётся на увеличение основного капитала.
В 1897 году была организована международная комиссия, имеющая целью премирование молодых учёных за выдающиеся труды по геологии (комиссия имени Л. Спендиарова).
Премия выплачивалась с 1900 года. В 1917—1926 годах капитал премии был арестован большевиками, затем восстановлен при участии Геологического комитета России. Большую роль в этом сыграл Д. И. Мушкетов, который в 1926 году подтвердил правопреемственность СССР по вручению премии имени Л. А. Спендиарова.
В 1926 году были приняты меры к реорганизации международных комиссий, в частности, восстановление комиссии премии имени Л. Спендиарова.
Премия назначалась международной «Комиссией по премии Спендиарова» (англ. Commission for the Spendiarov Prize), вручалась Генеральным секретарём по премии. Позднее комиссия стала русской (советской), а премия вручалась руководителем русской (советской) делегации на конгрессе. После этого премия, в основном, вручалась учёным из страны, принимавшей конгресс.
«Премия Спендиарова» в различных документах конгрессов также называлась:
- Международная геологическая премия Л. А. Спентиарова (англ. The L.A. Spendiarov International Geological Prize).
- Премия Л. А. Спендиарова АН СССР (англ. L. A. Spendiarov Prize by the USSR Academy of Sciences).
- Премия Л. А. Спендиарова РАН (англ. L. A. Spendiarov Prize by the Russian Academy of Sciences).

В 2008 году была в списке премий РАН: Международная геологическая премия имени Л. А. Спендиарова за лучшие научные работы в области геологии российским и иностранным ученым, ОНЗ РАН.

## Условия присуждения премии
Регламент, принятый на сессии 8-й МГК, 13 августа 1900 года:
1. Присуждение премии Конгрессом основывается на заключении жюри, избираемого по предложению Совета на каждой сессии. Число членов этого жюри определяется каждый раз Конгрессом.
2. Труды, представляемые на конкурс, должны быть присланы генеральному секретарю предыдущего Конгресса не менее как в 2-х экземплярах. Срок присылки — не позднее, чем за год до начала следующей сессии.
3. При присуждении премии правом первенства пользуются труды, касающиеся тем конгресса.
4. Если труды этой категории не будут признаны достойными премии, Конгресс может, по предложению жюри, выбрать из трудов, опубликованных в течение последних 5-ти лет те, которые имеют наибольшую ценность.

В СССР вопросами премии занимался «Комитет по присуждению Премии имени Спендиарова» при АН СССР.
В Российской Федерации за премию отвечали ОНЗ РАН и Президиум РАН. Последний раз премия присуждалась в 2004 году.

## Лауреаты премии
Премию Спендиарова на различных сессиях Международных геологических конгрессов (МГК) получили:
1) 1900 (8 МГК,  Париж) — Карпинский, Александр Петрович, за геологические и палеонтологические работы (отказался от денег) → вместо него вручена — Поль Шоффа, за работы по стратиграфии и геологии Португалии.
2) 1903 (9 МГК,  Вена) — Брёггер, Вальдемар Кристофер, за петрографические работы.
3) 1906 (10 МГК,  Мехико) — Чернышёв, Феодосий Николаевич, за работу «Верхнекаменноугольные брахиоподы Урала и Тимана»
4) 1910 (11 МГК,  Стокгольм) — Кларк, Джон Мэсон за его труд по девонским отложениям Америки: «Early devonic history of New-York and eastern North America».
5) 1913 (12 МГК,  Торонто) — Арган, Эмиль за его туды по теологии Альп: «Les nappes de recouvrement des Alpes occidentales».
—) 1922 (13 МГК,  Брюссель) — премия не присуждалась.
—) 1926 (14 МГК,  Мадрид) — премия не присуждалась, в заседании 31 мая 1926 года было разъяснено, что Советским правительством капитал премии имени Л. Спендиарова оставляется в распоряжение Международных Конгрессов.
6) 1929 (15 МГК,  Претория) — Л. Т. Нель (L. T. Nel), геологическая служба Южно-Африканского Союза.
7) 1933 (16 МГК,  Вашингтон) — Нолан, Томас Бреннан — американский геолог.
8) 1937 (17 МГК,  СССР Москва) — Батурин, Владимир Петрович за труды по петрографии осадочных пород
9) 1948 (18 МГК,  Лондон) — Уэйджер, Лоуренс, за работы по Гималаям и Гренландии.
10) 1952 (19 МГК,  Алжир) — Термье А. за геологические исследования в Северной Африке.
11) 1956 (20 МГК,  Мехико) — Manuel Alvarez Jr. (член Geological Resources, National Institute of Scientific Research), за исследования в Мексике.
12) 1960 (21 МГК, Скандинавские страны) — Тораринсон С. за труды по геологии и вулканологии Исландии.
14) 1964 (22 МГК,  Нью-Дели) — Рой С. Д. К. за тектоническую карту Индии.
—) 1968 (23 МГК,  Прага) — не вручалась, так как конгресс был сорван (см. Ввод войск в Чехословакию (1968)).
15) 1972 (24 МГК,  Монреаль) — Уинни-Эдвардс, Хью, канадский геолог.
16) 1976 (25 МГК,  Сидней) — Norman H. Fisher — австралийский геолог.
17) 1980 (26 МГК,  Париж) — Бланше, Рене, французский геолог
18) 1984 (27 МГК,  Москва) — Богданов, Никита Алексеевич, за успешное проведение международных исследований по проекту «Офиолиты и океаническая кора геологического прошлого», изучение развития палеозоя складчатого обрамления Тихого океана и геологии его глубоководных желобов и окраинных морей, и большую работу по подготовке 27-й сессии Международного геологического конгресса.
19) 1989 (28 МГК,  Вашингтон) — Киффер, Сьюзен, геолог из США, единственная женщина получившая эту премию.
20) 1992 (29 МГК,  Киото) — Akiho Miyashiro из Японии.
21) 1996 (30 МГК,  Пекин) — Liu Baojun, китайский литолог.
22) 2000 (31 МГК,  Рио-де-Жанейро) — Marcio Martines Pimentel, бразильский геолог.
23) 2004 (32 МГК  Флоренция) — Carlo Doglioni, итальянский геолог.
—) 2008 (33 МГК,  Осло) — премия числилась в ОНЗ РАН, но не вручалась. Президиум РАН не выделил денежных средств.
—) 2012 (34 МГК,  Брисбен) — не присуждалась. Президиум РАН не выделил денежных средств.
—) 2016 (35 МГК,  Кейптаун) — не присуждалась. ФАНО не выделяло средств.
—) 2020/2021 (36 МГК,  Нью-Дели) — Конгресс отменён (COVID-19)
—) 2024 (37 МГК,  Пусан) — не присуждалась. Министерство науки и высшего образования Российской Федерации не выделяло средств.
?) 2028 (38 МГК,  Калгари) — выделение премии зависит от решения Минобрнауки РФ